# 이토록 뜨거운 순간
《이토록 뜨거운 순간》(The Hottest State)은 미국에서 제작된 이선 호크 감독의 2007년 드라마 영화이다. 마크 웨버 등이 출연하였고, 알렉시스 알렉새니언 등이 제작에 참여하였다.

## 출연
- 마크 웨버
- 카탈리나 산디노 모레노
- 미셸 윌리엄스
- 로라 리니
- 이선 호크
- 대니얼 로스
- 알렉산드라 다다리오
- 셰러미 리
- 글렌 파월
- 소니아 브라가
- 프랭크 훼일리
- 린 코언

## 기타 제작진
- 공동 제작: 조너선 슈메이커, 실리아 재피
- 배역: 실리아 재피
- 미술: 릭 버틀러
- 의상: 캐서린 마리 토머스

## 사운드트랙
곡 목록
1. "Ya No Te Veria Mas (Never See You)" - 2:06 (로차)
2. "Always Seem To Get Things Wrong" - 3:47 (윌리 넬슨)
3. "Somewhere Down The Road" - 2:44 (파이스트)
4. "Big Old House" - 3:54 (브라이트 아이스)
5. "The Speed of Sound" - 4:19 (에밀루 해리스)
6. "It Will Stay With Us" - 2:17 (제시 해리스)
7. "If You Ever Slip" - 2:33 (더 블랙 키스)
8. "Crooked Lines" - 4:28 (M. 워드)
9. "World of Trouble" - 4:35 (노라 존스)
10. "Never See You" - 5:04 (브래드 멜다우)
11. "It's Alright To Fail" - 3:40 (캣 파워)
12. "One Day The Dam Will Break" - 2:58 (제시 해리스)
13. "You, The Queen" - 4:17 (토니 시어)
14. "Morning In A Strange City (Cafe)" - 2:00
15. "No More" - 3:59 (로차)
16. "Dear Dorothy" - 2:28 (제시 해리스)
17. "Never See You" - 2:46 (로차)
18. "There Are No Good Second Chances" - 4:58